# Balanzac
Balanzac là một xã trong tỉnh Charente-Maritime Charente-Maritime trong vùng Nouvelle-Aquitaine, tây nam nước Pháp. Xã Balanzac nằm ở khu vực có độ cao trung bình 17 mét trên mực nước biển.